# Bérat
Bérat ist eine französische Gemeinde mit 3.079 Einwohnern (Stand: 1. Januar 2022) im Département Haute-Garonne und der Region Okzitanien (zuvor Midi-Pyrénées). Sie gehört zum Arrondissement Muret und zum Kanton Cazères. Die Bewohner werden Bératais(es) genannt.

## Geographie
Die Gemeinde Bérat liegt am Touch, etwa 15 Kilometer südwestlich von Muret. Fast parallel zum Fluss Touch verläuft der Canal de Saint-Martory, der die Flüsse Touch und Louge mit Wasser versorgt. Umgeben wird Bérat von den Nachbargemeinden Poucharramet im Norden, Lherm im Norden und Nordosten, Lavernose-Lacasse im Osten, Longages im Osten und Südosten, Bois-de-la-Pierre im Süden, Labastide-Clermont im Südwesten, Savères im Südwesten und Westen sowie Rieumes im Westen und Nordwesten.

## Bevölkerungsentwicklung
| Jahr                       | 1962 | 1968 | 1975 | 1982 | 1990 | 1999 | 2006 | 2012 | 2020 |
| Einwohner                  | 818  | 804  | 823  | 980  | 1153 | 1407 | 2249 | 2806 | 3063 |
| Quellen: Cassini und INSEE |      |      |      |      |      |      |      |      |      |

## Sehenswürdigkeiten

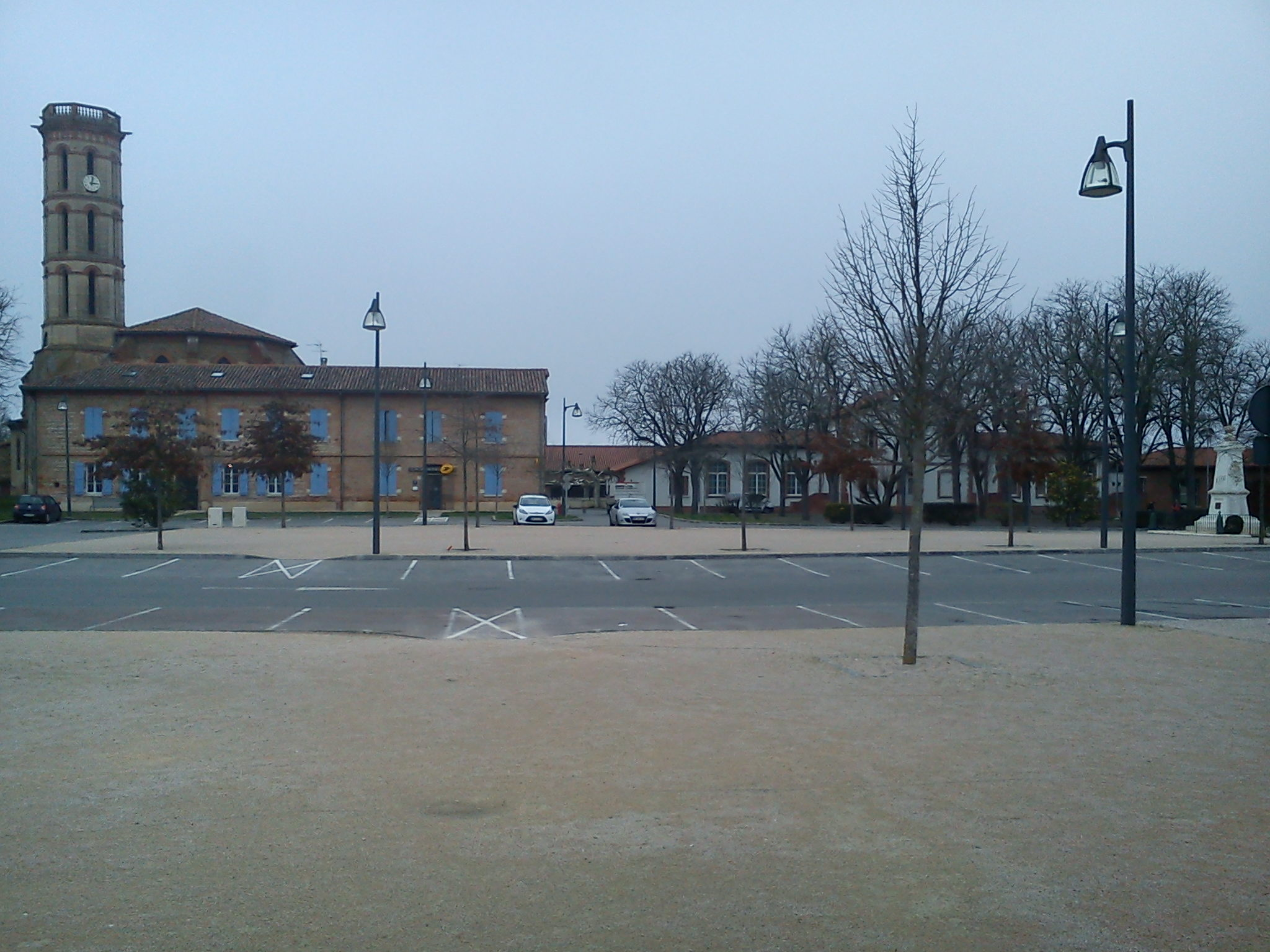
Kirche Saint-Pierre
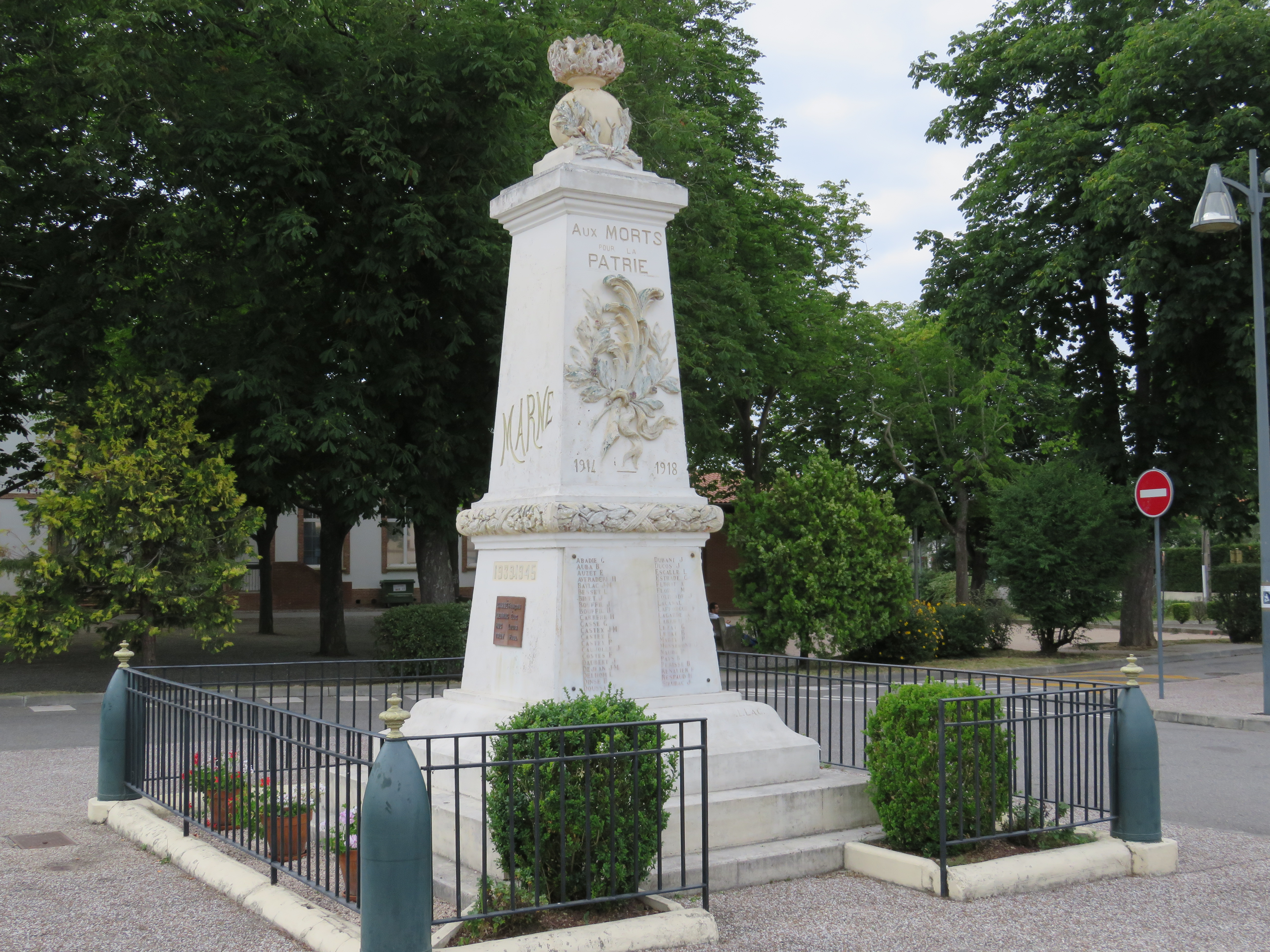
Gefallenendenkmal

- Kirche Saint-Pierre
- Gefallenendenkmal